# Soufrière Hills
Soufrière Hills é um estratovulcão ativo situado na ilha caribenha de Monserrate, cujo cume está composto por numerosos domos de lava. Trata-se de um vulcão de natureza andesítica cujo padrão atual de atividade inclui períodos de crescimentos de domos de lava, pontuados por breves episódios de colapso dos domos de que resultam fluxos piroclásticos, ejecção de cinzas e erupções explosivas. Possui 915 metros de altitude atualmente, muito embora possa variar de acordo com suas erupções, tem a forma de cone vulcânico e tem cobertura vegetal  muito elevada.
Após um longo período de dormência tornou-se novamente ativo em 1995, tendo ocorrido sucessivas erupções desde então. 
Havia ocorrido atividade sísmica em 1897-98, 1933-37 e novamente em 1966-67, mas a erupção de 18 de julho de 1995 foi a primeira desde o século XVII.

## Consequências das erupções
As erupções tornaram grande parte de Monserrate inabitável, destruindo a cidade capital da ilha, Plymouth, e levando a evacuações generalizadas e ao abandono da ilha por parte de dois terços da sua população. Quando os fluxos piroclásticos começaram a suceder-se de modo regular, Plymouth foi evacuada, e algumas semanas mais tarde um fluxo piroclástico soterrou a cidade sob uma espessura de vários metros de materiais vulcânicos. A grande erupção de 25 de junho de 1997 provocou a morte a 23 pessoas.
A atividade turística da ilha praticamente desapareceu logo após as erupções, encontrando-se atualmente em fase de regeneração.
Os governos do Reino Unido e Monserrate forneceram apoio à população, incluindo 41 milhões de libras; porém, ocorreram motins em que a população protestava contra o governo britânico por este não estar a fazer o suficiente para ajudar a população.
Desde que entrou em erupção, este vulcão tornou-se um dos vulcões mais monitorizados do mundo, com o Observatório de Vulcões de Monserrate (Montserrat Volcano Observatory) a efetuar medições detalhadas e reportando a sua atividade ao governo e população locais.